# 乌木龙彝族乡
乌木龙彝族乡是中华人民共和国云南省临沧市永德县下辖的一个民族乡。

## 行政区划
乌木龙彝族乡下辖以下村级行政区划单位：
乌木龙村、新塘村、木厂村、小村、炭山村、苍莆塘村、石灰地村、扎摸村、蕨坝村和帮卖村。

## 中国传统村落
2013年8月，二道桥俐侎部落村被评为第二批中国传统村落。